# One Shot Disco Volume 6
One Shot Disco Volume 6 - The Definitive Discollection è la sesta ed ultima raccolta di musica dance degli anni '70, pubblicata in Italia dalla Universal su CD (catalogo 249 980 840 8) e cassetta nel 2003, appartenente alla serie One Shot Disco della collana One Shot.

## I brani
- Hang on in There Baby
Singolo e brano dell'album omonimo (1974) del musicista e produttore Motown Records John William Bristol.
- Going Back to My Roots
Singolo e brano dell'album I Got the Melody (1981) del gruppo vocale Odyssey costituito dalle sorelle Lopez Lillian (voce solista) e Louise, con Steven Collazo (figlio di Lillian)[2]. Si tratta di una cover dell'originale inciso dall'autore Lamont Dozier nell'album Peddlin' Music on the Side (1977).
- More Than a Woman
Brano nella colonna sonora del film La febbre del sabato sera (1977) in cui è presente sia interpretata dagli autori i  Bee Gees (singolo del 1977), sia nella versione di maggior successo dei fratelli Tavares (singolo del 1977 e album Future Bound del 1978): Arthur Paul 'Pooch', Antone Lee 'Chubby', Feliciano Vierra 'Butch', Perry Lee 'Tiny' e 'Ralph' Vierra[3].
- Doctor's Order
Singolo di successo del 1974. Pubblicato negli USA dalla cantante Carol Douglas (anche in The Carol Douglas Album del 1975); nel Regno Unito, come solista da Sunny (Heather Wheatman del duo "Sue and Sunny"), anche nell'album con lo stesso titolo del brano.
- Love Buzz
Singolo e brano dell'album eponimo (1980) del gruppo vocale femminile Voggue composto da Chantal Condor e Angela Songui.
- Shake Your Groove Thing
Singolo e brano dell'album 2 Hot! (1978) del duo vocale americano Peaches & Herb costituito all'epoca da Herbert 'Fame' Feemster e Linda Green.
- Stomp!
Singolo e brano dell'album Light Up the Night (1978) dei fratelli Johnson (The Brothers Johnson): George e Louis, gruppo comprendente anche il cugino Alex Weir.
- Gonna Get Over You
Singolo e brano dell'album Now! (1982) della cantante canadese France Joli.

## Tracce
Il primo è l'anno di pubblicazione del singolo, il secondo quello dell'album; altrimenti coincidono.

### CD 1
1. Walter Murphy – A Fifth of Beethoven (instrumental, in Saturday Night Fever) – 3:02 (musica: Ludwig van Beethoven, Walter Murphy) – 1976
2. Kool & the Gang – Get Down on It (extended version) – 6:08 (Eumir Deodato, Kool & the Gang) – 1981
3. Sister Sledge – He's the Greatest Dancer (album version) – 6:08 (Nile Rodgers, Bernard Edwards) – 1979
4. Asha Puthli – The Devil Is Loose – 3:30 (testo: Asha Puthli – musica: Dieter Zimmerman) – 1976
5. Chic – I Want Your Love (maxi single version) – 6:54 (Nile Rodgers, Bernard Edwards) – 1979, 1978
6. Marilyn McCoo & Billy Davis Jr. – Shine on Silver Moon – 5:42 (Gene Allan, Gary Knight) – 1978
7. Johnny Bristol – Hang on in There Baby – 3:19 (Johnny Bristol) – 1974
8. Odyssey – Going Back to My Roots – 5:25 (Lamont Dozier) – 1981
9. The Miracles – Love Machine (part 1) (single version) – 2:59 (William 'Billy' Griffin, Warren 'Pete' Moore) – 1975
10. Tavares – More Than a Woman (in Saturday Night Fever) – 3:16 (Bee Gees) – 1977, 1978
11. Carol Douglas – Doctor's Order (album version) – 4:29 (Roger Greenaway, Roger Cook, Geoff Stephens) – 1974, 1975
12. Barry White – It's Ecstasy When You Lay Down Next to Me (album version) – 6:58 (Nelson Pigford, Ekundayo Paris) – 1977
13. Voggue – Love Buzz – 4:03 (François L'Herbier, Michel Daigle, Gail Anne Pokropski, Richard Di Cicco) – 1980
14. The Bombers – (Everybody) Get Dancin' – 3:07 (Mack Jones, Martin Simon) – 1979
15. Teena Marie – I Need Your Lovin' (album version) – 7:31 (Teena Marie) – 1980
16. John Travolta & Olivia Newton-John – The Grease Megamix (medley) – 4:47 (remix: Phil Harding, Ian Curnow) – 1990

- You're the One That I Want – 1:36 (John Farrer) - 1978
- Greased Lightning – 1:36 (Jim Jacobs, Warren Casey) - 1978
- Summer Nights – 1:36 (Jim Jacobs, Warren Casey) - 1978

Durata totale: 77:18

### CD 2
1. Isaac Hayes – Theme from Shaft (album version, in Shaft il detective) – 4:35 (Isaac Hayes) – 1971
2. Evelyn "Champagne" King – Shame – 6:28 (John H. Fitch jr, Reuben Cross) – 1978, 1977
3. Gloria Gaynor – Reach Out I'll Be There (album version) – 6:15 (Brian Holland, Lamont Dozier, Eddie Holland) – 1975
4. Change – A Lover's Holiday (album version) – 6:16 (Davide Romani, Tanya Willoughby) – 1980
5. Peaches & Herb – Shake Your Groove Thing (single version) – 3:25 (Freddie Perren, Dino Fekaris) – 1978
6. KC and the Sunshine Band – Keep It Comin' Love (single version) – 3:51 (KC = Harry Wayne Casey) – 1977, 1976
7. Rick James – You and I (album version) – 7:57 (Rick James) – 1978
8. The Brothers Johnson – Stomp! (single version) – 4:01 (testo: Valerie Johnson, Rod Temperton – musica: George Johnson, Louis Johnson) – 1980
9. Biddu Appaiah orchestra – Summer of '42 (instrumental) – 3:43 (musica: Michel Legrand) – 1975
10. France Joli – Gonna Get Over You – 4:09 (William Anderson) – 1981, 1982
11. D. D. Sound – She's Not a Disco Lady – 6:49 (testo: Richard Palmer James – musica: Michelangelo e Carmelo La Bionda) – 1978
12. Donna Summer – Mac Arthur Park Suite (medley, original album version) – 17:33 – 1978

- Mac Arthur Park (Jimmy Webb)
- One of a Kind (Pete Bellotte, Giorgio Moroder, Donna Summer)
- Heaven Knows (Pete Bellotte, Giorgio Moroder, Donna Summer)
- Mac Arthur Park (reprise) – (Jimmy Webb)

Durata totale: 75:02